# Nikola Ivanov
Nikola Ivanov (bulharsky: Никола Иванов; 2. března 1861 – 10. září 1940) byl bulharský generál a ministr obrany Bulharského carství.
Byl jedním z prvních absolventů Vojenské akademie generálního štábu v Petrohradě, bojoval jako dobrovolník během rusko-turecké války (1877–1878). Ivanov se pak stal náčelníkem velitelství bulharské armády mezi 10. květnem 1894 a 29. listopadem 1896 a poté ministrem války mezi 29. listopadem 1896 a 30. lednem 1899. Během první balkánské války vedl Ivanov bulharskou druhou armádu během úspěšného obléhání Adrianopole. 4. července byla jeho armáda poražena v bitvě u Kilkis-Lachanas během druhé balkánské války, o měsíc později se jeho vojákům podařilo zastavit blížící se řeckou armádu v bitvě u soutěsky Kresna, když se katastrofální druhá balkánská válka chýlila ke konci.

## Biografie
Nikola Ivanov se narodil 2. března 1861 v Kaloferu. Studoval na Aprilovově národním gymnáziu v Gabrovu a poté na císařském lyceu Galasaray v Istanbulu (1875–1877). Zúčastnil se rusko-turecké války (1877–1878) jako dobrovolník. Po válce krátce pobýval v Plovdivu, než v roce 1878 odešel na vojenskou školu v Sofii, kterou v následujícím roce absolvoval. Dne 22. května 1879 byl povýšen na poručíka. Ve stejném roce byl jmenován do milice Východní Rumélie jako poddůstojník a sloužil u 1. a 2. plovdivské roty. Dne 9. února 1881 byl povýšen na nadporučíka.
Podílel se na sjednocení Bulharska. Dne 9. září 1885 byl povýšen na kapitána a rozkazem č. 4 byl téhož dne jmenován velitelem Tarnovo-seymenského oddílu.

### Srbsko-bulharská válka
Během srbsko-bulharské války v roce 1885 pracoval pro náčelníka centrální kolony západního oddílu. Zúčastnil se bitvy u Pirotu ve dnech 14. a 15. listopadu.
Po válce v roce 1886 byl jmenován pobočníkem knížete Alexandra Batenberga a poté náčelníkem oddělení stavební inspekce na ministerstvu obrany. 1. dubna 1887 byl povýšen na majora. V roce 1888 byl velitelem 10. pěšího pluku, v roce 1889 byl náčelníkem štábu 4. brigády a v roce 1890 4. jezdeckého pluku. Dne 2. srpna byl povýšen na podplukovníka. Poté byl asistentem náčelníka velitelství armády (1891–1894) a poté náčelníkem velitelství (1894–1896). Dne 2. srpna 1895 byl povýšen na plukovníka. Mezi 17. a 29. listopadem 1896 byl dočasně pověřen vedením ministerstva obrany.
Nikola Ivanov byl ministrem obrany ve vládě Konstantina Stoilova (1896–1899), velel 4. předslavské pěší divizi (1899–1903) a 2. thrácké pěší divizi (1903–1907). Dne 15. listopadu 1900 byl povýšen na generálmajora. Od roku 1907 byl jmenován velitelem 2. vojenské inspekční oblasti.
Na oslavu 25. výročí svého příjezdu do Bulharska povýšil car Ferdinand 2. srpna 1912 šest generálmajorů na generálporučíky a Ivanov byl jedním z nich. Bylo to poprvé ve Třetím bulharském království, kdy byla tato hodnost udělena aktivním důstojníkům.

### Balkánské války
Během první balkánské války velel Nikola Ivanov 2. armádě mezi zářím 1912 a červencem 1913. Měl na starosti obléhání a dobytí Adrianopole.
Během druhé balkánské války v roce 1913 vedla početní převaha 2. armády zuřivé bitvy proti celé řecké armádě a po bitvě u Kilkis-Lahanas musela ustoupit a později zastavit a obklíčit Řeky v bitvě u soutěsky Kresna. Ivanov byl v červenci 1913 nahrazen ve velení 2. armády a 7. srpna po příměří z armády odstoupil.

## Pozdější život
Během první světové války zůstal v záloze. V té době působil jako veřejná osobnost a publicista. Byl zvolen předsedou klubu záložních důstojníků v Sofii. Dne 6. května 1936 byl povýšen na generála pěchoty.
Generál Nikola Ivanov zemřel 10. září 1940 v Sofii.